# Triunfo Potiguar
Triunfo Potiguar é um município brasileiro no estado do Rio Grande do Norte, criado pela lei estadual 6 303, de 26 de junho de 1992, desmembrado de Campo Grande.

## História
No final do século XIX, na localidade chamada Sítio Tapera, situada em terras pertencentes ao município de Campo Grande, teve início um povoamento incentivado pelo patriarca local Felipe Neri.
Numa relação direta com sua origem, o novo arruado recebeu o nome de Tapera. A denominação posterior, Triunfo, foi herdada do nome do município sede, que passou a se chamar Augusto Severo no ano de 1903.
A primeira missa no povoamento Triunfo foi celebrada no dia 1º de junho de 1922, na residência de Felipe Neri, pelo Padre Abel. Nesse mesmo ano teve início a construção da capela da localidade, que contou com o esforço e a dedicação de seus moradores, que juntos fabricaram tijolos, telhas e trabalharam dia e noite na edificação do templo.
No dia 7 de junho de 1930, no curso de seu desenvolvimento, o povoado realizou sua primeira feira livre, com a participação de comerciantes de várias partes da região.
Triunfo continuou crescendo lentamente, com suas atividades de criação de gado e do cultivo das lavouras, chegando à condição de distrito no dia 8 de novembro de 1963, pela Lei nº 2.977.
A capela erguida pela força do povo, que atravessou os anos, servindo à fé da comunidade, foi restaurada e ampliada, em meados de 1963, sob o patrocínio de Sebastião Felinto, católico devotado da localidade.
Teve início então a luta pela emancipação política, que começou a se tornar realidade pela favorável decisão popular tomada no plebiscito realizado no dia 21 de abril de 1992. No dia 26 de junho do mesmo ano, através da Lei nº 6.303, Triunfo desmembrou-se de Campo Grande, tornando-se município do Rio Grande do Norte, com o nome de Triunfo Potiguar.

## Geografia
Distante 258 km da capital do estado, Natal, Triunfo Potiguar ocupa 268,726 km² de área (0,5089% da superfície estadual), dos quais 0,702 km² correspondem à área urbana. Limita-se com Paraú a norte, a sul com Campo Grande e Jucurutu, limitando-se novamente com este último a leste e o penúltimo a oeste. Conforme a divisão territorial vigente desde 2017, no qual os municípios foram agrupados em regiões geográficas imediatas e estas em regiões intermediárias, Triunfo Potiguar está inserido na região imediata de Açu, parte da região intermediária de Mossoró; até então, quando vigoravam as mesorregiões e microrregiões, pertencia à microrregião do Médio Oeste, na mesorregião do Oeste Potiguar.

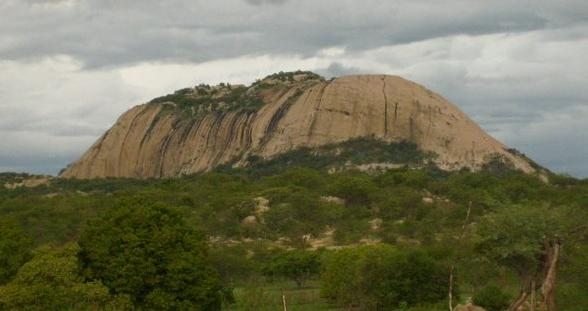
Cabeço do Ererê, um confraforte do Planalto da Borborema no município

O relevo do município está inserido em parte no Planalto da Borborema, do qual fazem parte as serras de João do Vale, Cabeço do Ererê, das Carnaúbas, dos Cajueiros, das Pinturas e do Vital. Essas áreas são contornadas pelas terras mais baixas da Depressão Sertaneja ou Depressão Semiárida Interiorana, onde o clima é mais seco se comparado às áreas mais elevadas, que estão nos chamados brejos de altitude. A geologia desses terrenos é constituída por rochas granito-gnáissicas dos grupos Caicó e Seridó, que pertencem ao embasamento cristalino e são datadas do período Pré-Cambriano, entre um bilhão e 2,5 bilhões de anos atrás, ocorrendo a sul a Formação Serra do Martins, onde está a Serra João do Vale.
Predomina o solo bruno não cálcico vértico, bem drenado e fértil, porém pouco desenvolvido, por ser raso e pedregoso, sendo chamado de luvissolo na nova classificação brasileira de solos. Também ocorrem áreas de latossolo, planossolo e solo litólico, este agora denominado de neossolo, enquanto os outros dois permaneceram com a mesma denominação. Esses solos são cobertos pela caatinga, vegetação xerófila de pequeno porte, intercalada com áreas de carnaúba. Triunfo Potiguar está inserido nos domínios da bacia hidrográfica do Rio Piranhas-Açu, sendo cortado pelo rio Paraú, que passa próximo ao perímetro urbano, e vários riachos, dentre os quais Gameleira, Gavião, Tapeio Arierê e Vaca Morta, todos temporários ou intermitentes, fluindo somente na estação das chuvas.